# Mak Schoorl
Martinus (Mak) Schoorl (Haarlem, 9 februari 1913 – Amsterdam, 26 november 2011) was een Nederlands roeier en kinderchirurg.
Schoorl kwam op de Olympische Zomerspelen van 1936 uit op twee onderdelen, samen met zijn ploeggenoten Flip Regout, Hotse Bartlema en Simon de Wit. Bij het onderdeel vier-zonder-stuurman werd de boot uitgeschakeld in de eliminatieronde, op het onderdeel vier-met-stuurman eindigde de boot net buiten de prijzen, namelijk op de vierde plaats.
Een jaar later in 1937 werd diezelfde ploeg tweede tijdens de Europese kampioenschappen roeien op de Bosbaan in het Amsterdamse Bos.
Schoorl was in zijn studententijd lid van de Amsterdamsche Studenten Roeivereniging Nereus.
Schoorl heeft na zijn sportcarrière naam gemaakt als kinderchirurg.

## Palmares

### roeien (vier zonder stuurman)
- 1936: 8e OS in Berlijn

### roeien (vier met stuurman)
- 1936: 4e OS in Berlijn - 7.34,7
- 1937:  EK in Amsterdam

Mak Schoorl · 
Flip Regout · 
Hotse Bartlema · 
Simon de Wit · 
Gerard Hallie (stuurman)
Mak Schoorl · 
Flip Regout · 
Hotse Bartlema · 
Simon de Wit · 